# Caproni Ca.161
Caproni Ca.161 byl letoun postavený v roce 1936 u společnosti Caproni v Itálii  s cílem dosažení nového světového rekordu v dostupu. 

## Vznik a vývoj

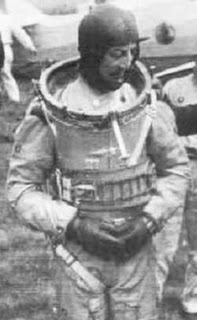
Podplukovník Pezzi v přetlakové kombinéze před výškovým letem.

Jednalo se o konvenčně koncipovaný dvouplošník s dvoukomorovým systémem vzpěr mezi pozitivně stupněnými křídly o stejném rozpětí, založený na typu Ca.113 téže firmy. Pilot oblečený v přetlakové kombinéze seděl v otevřeném kokpitu.
Dne 8. května 1937 podplukovník Mario Pezzi prolomil světový rekord v dostupu když dosáhl výše 15 655 m. Následujícího roku, 22. října 1938, Pezzi rekord znovu překonal na vylepšeném Ca.161bis  výškou 17 083 m. Tento výkon zůstal v kategorii dvouplošníků poháněných pístovým motorem nepřekonán. Výškový rekord v kategorii hydroplánů byl 25. září 1939 dosažen pilotem Nicola di Mauro, který na plovákovém Ca.161 Idro dosáhl výše 13 542 m. I tento rekord zůstal ve své kategorii nepřekonán.

## Varianty
- Ca.161 – původní provedení s motorem  Piaggio P.XI R.C.72
- Ca.161bis – vylepšená verze s motorem Piaggio P.XI R.C.100/2v
- Ca.161 Idro – plováková varianta

## Specifikace (Ca.161bis)

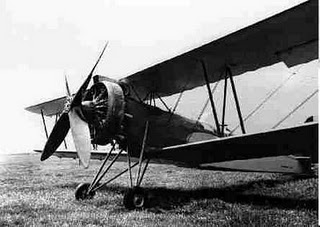
Pohled zepředu na Ca.161

Údaje dle

### Technické údaje
- Osádka: 1
- Délka: 8,25 m
- Rozpětí: 14,25 m
- Výška: 3,50 m
- Nosná plocha: 35,5 m²
- Prázdná hmotnost: 1 205 kg[2]
- Vzletová hmotnost: 1 650 kg[2]
- Pohonná jednotka: 1 × vzduchem chlazený čtrnáctiválcový dvouhvězdicový motor Piaggio P.XI R.C.100/2V pohánějící čtyřlistou vrtuli
- Výkon pohonné jednotky: 560 kW (750 hp)

### Výkony
- Maximální rychlost: 100 km/h
- Dolet:
- Praktický dostup: 17 083 m
- Stoupavost: 10,3 m/s